# Eben Newton

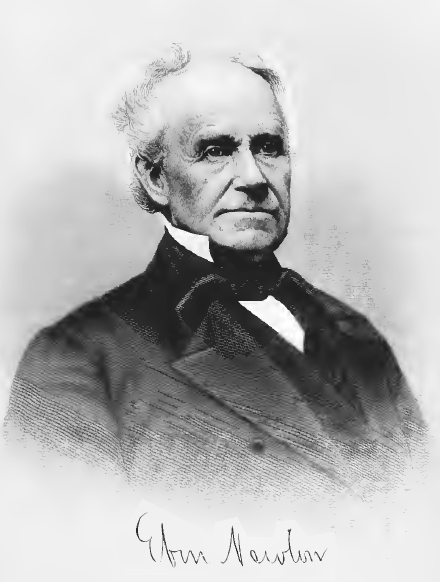
Eben Newton (1878)

Eben Newton (* 16. Oktober 1795 in Goshen, Litchfield County, Connecticut; † 6. November 1885 in Canfield, Ohio) war ein US-amerikanischer Politiker der United States Whig Party. Vom 4. März 1851 bis zum 3. März 1853 war er Mitglied des Repräsentantenhauses der Vereinigten Staaten für den 19. Kongressdistrikt des Bundesstaates Ohio.

## Biografie
Newton wurde in Goshen geboren. 1814 zog er mit seinen Eltern nach Ohio um, wo er zunächst in der Landwirtschaft tätig war. Anschließend studierte er Jura. 1823 wurde er als Rechtsanwalt zugelassen. Er praktizierte fortan in Canfield. Von 1842 bis 1851 war Newton Mitglied des Staatssenats. Von 1844 bis 1851 war er zudem als Richter im Staatsdienst von Ohio tätig.
Von 1851 bis 1853 war er Mitglied des US-Repräsentantenhauses. Er vertrat dort den 19. Distrikt von Ohio. Eine Wiederwahl gelang ihm nicht. Zwischen 1856 und 1859 war er Präsident einer kleinen Eisenbahngesellschaft in Ohio. Newton saß zwischen 1862 und 1864 erneut im Staatssenat. Daraufhin zog er sich aus der Politik zurück und wirkte fortan wieder als Rechtsanwalt und Farmer.
1885 starb Newton 90-jährig in Canfield. Er wurde auf dem Canfield Village Cemetery beigesetzt. 1826 heiratete Newton Mary Church. Sie hatten vier Kinder, einen Sohn und drei Töchter.